# Livio Pavanelli
Livio Cesare Pavanelli, né à Copparo le 7 septembre 1881 et mort à Rome le 29 avril 1958, est un acteur, réalisateur et producteur italien.

## Biographie
Livio Pavanelli est né à Copparo dans une famille d'agriculteurs et d'épiciers fortunés. Son père Andrea avait été l'un des dirigeants du mouvement garibaldien et a servi en tant que commandant de la Garde nationale. Livio a déménagé à Bologne où il a fréquenté une école technique.
Il a commencé sa carrière d'acteur en 1898 auprès d'Ermete Novelli. En 1902, il a joué avec une compagnie de théâtre dialectal d'Emilio Zago (it) et au début du XXe siècle, il fait une tournée de neuf ans comme partenaire d'Eleonora Duse. En 1912, il fonde sa propre compagnie de théâtre, qui ne durera que deux ans.
Peu avant le début de la Première Guerre mondiale, Livio Pavanelli a commencé à filmer régulièrement. Comme il parle allemand, il débute au cinéma allemand en 1924 où il a eu comme partenaire des stars féminines comme Ossi Oswalda, Liane Haid et Jenny Jugo. Il continue de jouer sur scène et il réussit particulièrement bien avec son interprétation de Shylock au Lessing Theatre de Berlin.
En 1930, Livio Pavanelli décide de revenir à Rome à l'aube de l'ère du cinéma sonore. C'est là que son déclin commence et après seulement quelques rôles, l'acteur se tourne vers la production cinématographique en 1936. En 1941, il réalise son seul film sonore, Solitudine. Après 1947, il se retire progressivement du cinéma.
Livio Pavanelli, oublié du monde du cinéma meurt à l'hôpital San Giovanni de Rome à l'âge de 76 ans.

## Filmographie partielle
- 1915 : Silvio Pellico
- 1918 : Fabiola d'Enrico Guazzoni

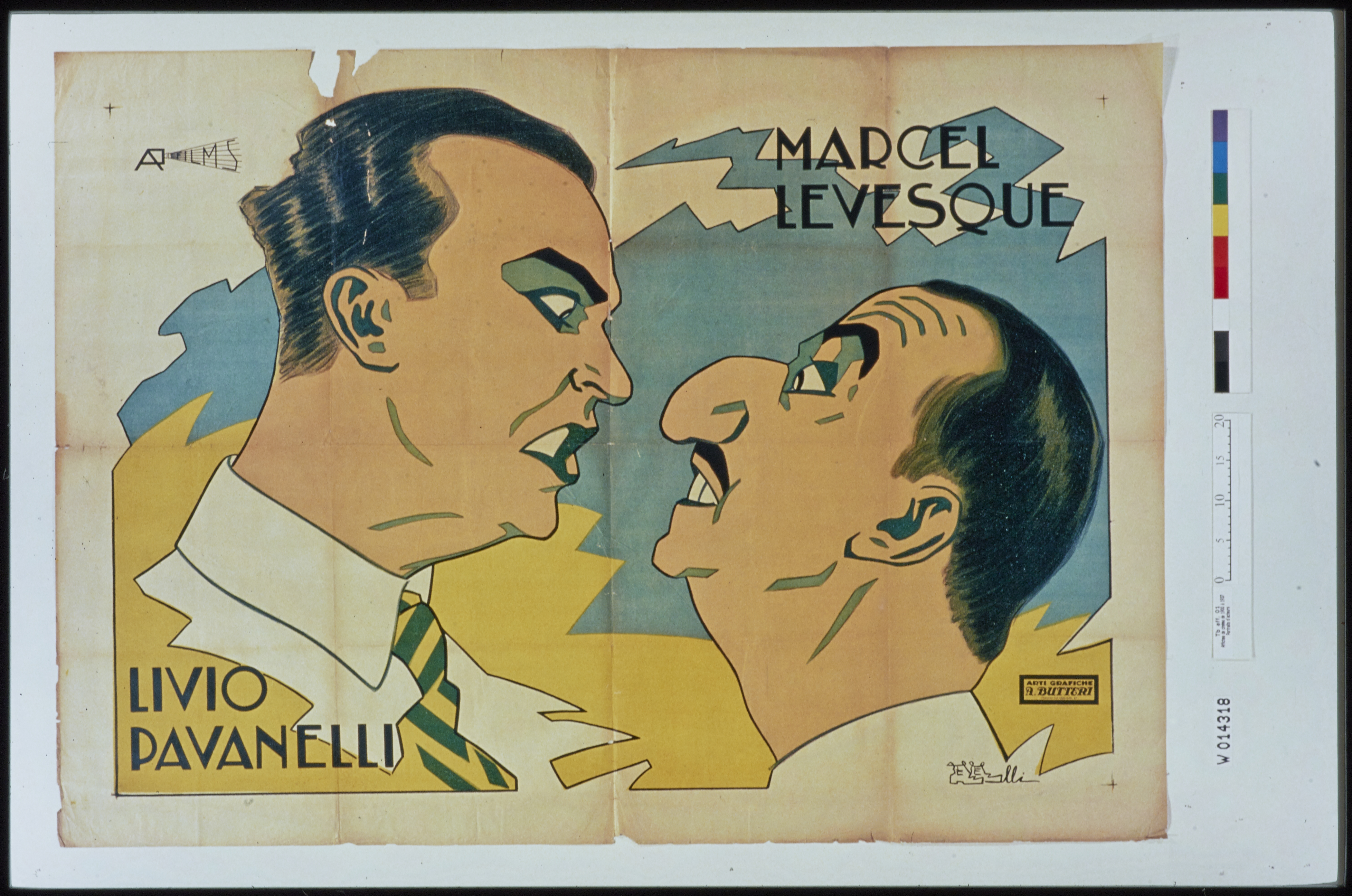
Marcel Lévesque et Livio Pavanelli.

- 1918 : Carnevalesca (« carnavalesque ») d'Amleto Palermi
- 1920 : Le Sac de Rome d'Enrico Guazzoni et Giulio Aristide Sartorio
- 1925 : Le Danseur de Madame (Der Tänzer meiner Frau) d'Alexander Korda
- 1926 : La Carrière d'une midinette de Victor Janson
- 1926 : Die Königin von Moulin Rouge de Robert Wiene
- 1926 : Mademoiselle Josette, ma femme de Gaston Ravel
- 1928 : Luther de Hans Kyser
- 1929 : Der Hund von Baskerville de Richard Oswald